# Aphanochaete
Aphanochaete es un género de algas, perteneciente a la familia Chaetophoraceae.

## Especies deAphanochaete
- Aphanochaete elegans
- Aphanochaete hyalothecae
- Aphanochaete magna
- Aphanochaete pilosissima
- Aphanochaete polychaete
- Aphanochaete repens
- Aphanochaete vermiculoides